# Oratorio di San Gregorio Taumaturgo
L'oratorio di San Gregorio Taumaturgo era un oratorio che sorgeva in via della Pedacchia, nel rione Campitelli di Roma. Era dedicato a san Gregorio Taumaturgo. Venne demolito negli anni 1890 assieme a tutte le strutture nei paraggi durante i lavori per la costruzione del Vittoriano.

## Storia
Non si sa esattamente quando venne costruito l'oratorio, ma probabilmente risaliva al periodo medioevale. L'edificio compare nella mappa di Nolli (1748) e, nel 1758, venne menzionato in una targa affissa sull'altro lato della strada che vietava di gettare l'immondizia per strada o di praticare il mestiere degl'immondezzari, una pratica comune fino al 1870.
La chiesa era retta dalla confraternita di San Gregorio Taumaturgo, che si riunì nell'edificio fino al 1815. In seguito si trasferì nella chiesa di Santa Chiara (dove, a causa della mancanza dei lavori di manutenzione, crollò il tetto), e poi nella chiesa di Santa Maria dei Miracoli. Nel frattempo, la compagnia del Sacramento, attiva nella vicina basilica di San Marco, iniziò a riunirsi nell'oratorio. Anche i suoi membri lo abbandonarono alla metà del XIX secolo. Secondo l'archeologo e storico Mariano Armellini, nel 1891 l'oratorio era già stato sconsacrato e trasformato in una taverna "dell'infimo grado".
Tra il 1885 e il 1911, il grande monumento a Vittorio Emanuele II, noto come Vittoriano, venne costruito su un versante del colle Capitolino e, per questo motivo, vari quartieri vicini furono rasi al suolo, inclusi gli edifici civili, le chiese, le vie e le piazze. L'oratorio fu demolito negli anni 1890.

## Descrizione

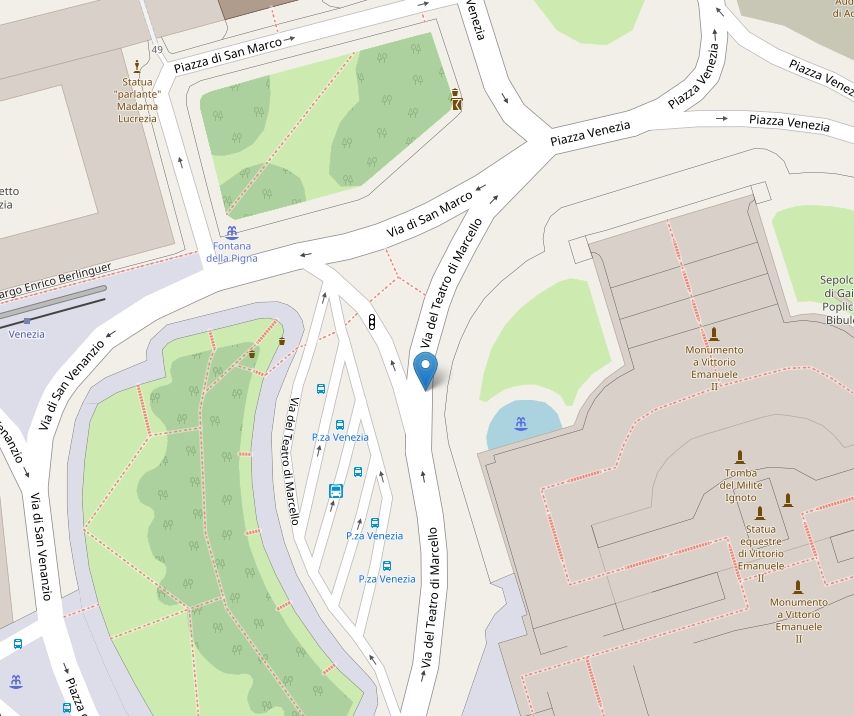
Il punto dove probabilmente sorgeva la chiesa in una mappa del 2017

La via della Pedacchia era una via medioevale che cominciava all'angolo sud-est di piazza di San Marco e proseguiva a sud, sud-ovest e ovest, fino alla zona dove oggi si trova la via di San Venanzio. L'oratorio sorgeva nel lato est della via nel tratto che andava verso sud, e oggi il punto dove sorgeva può essere identificato in una piccola area verde semicircolare di fronte a una fontana nel lato occidentale del Vittoriano, nelle vicinanze della via del Teatro di Marcello.
La pianta della chiesa era rettangolare, con un arco che separava la navata dal presbiterio. Secondo l'Armellini, nonostante fosse stata "profanata", la struttura conservava ancora alcune caratteristiche dell'oratorio: egli menziona un portale dal "carattere sacro" con un paio di finestre sagomate ai lati. Quando egli stava scrivendo, nel 1891, l'oratorio era ancora in piedi, perciò deve essere stato demolito poco tempo dopo.